# Villa San Giovanni
Villa San Giovanni es un municipio sito en el territorio de la ciudad metropolitana de Regio de Calabria, en Calabria (Italia).

## Demografía
| Gráfica de evolución demográfica de Villa San Giovanni entre 1861 y 2001 |
|                                                                          |
| Fuente ISTAT - elaboración gráfica a cargo de Wikipedia                  |